# Daniel du Janerand
Daniel du Janerand (1919 - 1990) fue un pintor francés nacido en el Marais, centro de París, el 18 de julio de 1919.

## Formación Artística
- École nationale supérieure des Beaux-Arts (Escuela Nacional de Bellas Artes) en París;
- Miembro fundador del Salon "Comparaisons";
- Miembro del Salon d'Automne, Salon de la Société Nationale des Beaux Arts (Sociedad Nacional de Bellas Artes), Salon de "Peintres Témoins de leur Temps" (Pintores testigos su tiempo), etcétera.

## Premios
- Prix de la revue "Le Peintre" ("The Painter" revista) (1953)
- Prix de la Société des Amateurs d'Art et des Collectionneurs (1955);
- Prix Puvis de Chavannes(1970)
- Prix de Saint-Affrique(1984)
- Sus pinturas fueron compradas por el Estado francés, la Ciudad de París, Museos de Valencia, Lyon, Créon, Fontainebleau.

## Exhibiciones
En Estados Unidos, Gran Bretaña, Bélgica, Alemania, Suiza, Canadá, México, Italia, España, Rusia, Japón, y muchos otros países.
En Francia: París, Lyon, Lille, Cannes, Rennes, Nantes, Amiens, Beaulieu-sur-mer, Fontainebleau, Barbizon, Saint-Brieuc, Clermont-Ferrand, etcétera.

## Cuadros en museos
Fontainebleau, Lyon, Poitiers, Valenciennes, Villeneuve sur Lot, Créon, Gassin, Saint-Maur des Fossés, etcétera.

## Murales
En escuelas públicas francesas; ocho murales pintados para la empresa Thomson en París,
y en 1985, uno para S.N.C.F. (Compañía de trenes francesa) en Quimper (Bretaña).

## Ilustraciones de Libros
- "Le Chemin des Dames" (El Camino de las Damas) por J.Rousselot;
- "Feu d'artifice à Zanzibar" (Fuegos artificiales en Zanzíbar) por Pierre Benoît;
- "Lève-toi et marche" (Levantate y anda) por Hervé Bazin.

## Su obra
En febrero de 1991, haciendo un homenaje a Daniel du Janerand, su colega y muy cercano amigo Maurice Boitel escribió en el catálogo de la exhibición para el centenario de la Sociedad Nacional de Bellas Artes.
"...Daniel du Janerand dejó algunas pinturas inconclusas entre las cuales una está sobre sus atriles: su testamento.
Hasta el último día, él estuvo pintando, yendo más y más a la expresión soberbia, más y más a la esencia de sus más profundos sentimientos: sus maravillosos pasteles, dibujos, de la vida, siguen permaneciendo como un testimonio de su espontánea inspiración y vigor magnificado en el lienzo. Estos trabajos finalizados imparten un optimismo que a menudo he admirado: el optimismo lo mantuvo aún durante sus enfermedades; su dinamismo, su esperanza, junto a su gran talento, consigue llevarnos a un mundo mucho mejor: una luz paradisíaca iluminando al espectador."
Daniel du Janerand, en lo referente a nuestro arte, nuestra vida, fue siempre amable con los demás. Anteriormente, un largo tiempo atrás, nosotros solíamos estar juntos en Brie para pintar. Yo sigo viéndolo frente a su atril..."
Fuente: Société Nationale des Beaux-Arts 1890-1990, Bienal 1991, Grand Palais année du centenaire, catalogue p.22.
- Datos: Q3014887